# Luis Brighenti
Luis Brighenti (Buenos Aires, Argentina, 3 de diciembre de 1906 – 17 de marzo de 1984), cuyo nombre completo era Luis Antonio Brighenti, fue un compositor, director de orquesta y pianista dedicado al género del tango. 

## Actividad profesional
Nacido en el barrio porteño de Villa Crespo, su padre, Héctor, era violinista e integraba una modesta orquesta. Cursó estudios primarios y luego trabajó durante cuatro años en la Droguería Americana mientras estudiaba piano. En una ocasión en que el conjunto que integraba su parte debía trabajar para un concurso de resistencia de baile que se desarrollaba en una kermés, el pianista se enfermó y Héctor Brighenti se animó, pese a la poca anticipación con la que supo de esa enfermedad, a llevar a su hijo Luis en su reemplazo, para lo cual trató de transmitirle apresuradamente algunos tonos y acompañamientos musicales. No entrenado para tocar el piano varias horas sin descanso, pareció que no podría seguir, pero alguien se dio cuenta y lo fue alentando y dándole algunas sumas de dinero, hasta que terminó la actuación. Esto lo decidió a dejar su empleo y encarar la música como trabajo. Comenzó a tocar, como tantos otros, en los intervalos de cines de barrio o acompañando películas sin sonido.
A partir de 1927 fue pianista en la orquesta de Ricardo Brignolo y luego, sucesivamente, en las del bandoneonista y compositor Ángel Ramos, la del también bandoneonista Carlos Tirigall, la de Ernesto de la Cruz y la de Miguel Caló, con quien estuvo cuatro años.
En 1933 organizó su propia orquesta y después de debutar en Radio Mayo pasó por otras radioemisoras. Durante una temporada tuvo como vocalista a Virginio Gobbi, un hijo de Alfredo Eusebio Gobbi que después de cantar en un par de orquesta de tango se dedicó a  la música tropical.
Como compositor se recuerda especialmente por su hermosa melodía al tango Ensueños, que generalmente ha sido interpretada sin la letra escrita por Enrique Cadícamo. Otras de sus obras fueron Aquel fulgor; Y estás en mí y Déjame, con letras de Enrique Cadícamo; Campanita de oración y Pesadilla, con letra de Armando Tagini; De mil amores; Milonga porteña (en colaboración con Miguel Caló); Quimera de amor y Rosas blancas, con letras de Mario César Gomila. En 1947  Luis Brighenti se retiró de la actividad musical y puso  una librería en el barrio de Belgrano. Falleció en Buenos Aires el 17 de marzo de 1984.